# Jota Cuspinera
José Ramón Cuspinera Diéguez, meglio noto come Jota Cuspinera (Getxo, 28 aprile 1970), è un allenatore di pallacanestro e dirigente sportivo spagnolo.

## Palmarès
- Copa Princesa de Asturias: 1

Estudiantes: 2022